# Cum hora undecima
Cum hora undecima (рус. «В одиннадцатом же часу») — название нескольких папских булл XIII века, касающихся миссионерской деятельности Католической церкви в странах Востока.

## Буллы
Первую буллу с названием Cum hora undecima опубликовал папа Григорий IX в 1235 году в связи с отъездом доминиканца Гийома де Монферрата в одну из восточных стран. В ней, в частности, Гийому разрешалось давать причастие, отлучать и прощать в землях «схизматиков и еретиков». Иннокентий IV в одноимённой булле 1254 года перечисляет народы, к которым должны идти монахи-миссионеры. Кроме мусульман и язычников, это греки, сирийцы, армяне (с исключениями), грузины, копты, марониты, несториане и другие.
Ещё две буллы Cum hora undecima были выпущены Николаем IV, стремившимся к расширению миссионерской деятельности в восточных странах. Булла от 3 сентября 1288 года адресована францисканцам, «отправляющимся в страны неверных», в ней папа дал францисканскому ордену необходимые для успешной миссионерской деятельности привилегии. Затем, 13 августа 1291 года, последовало послание двум францисканцам — папскому пенитенциарию Гийому де Кьери и лектору Матео де Киети, — в котором папа предоставил им полномочия провести исследование деятельности монашеских орденов на восточных территориях.

## Название
Название булл Cum hora undecima — «В одиннадцатом же часу» — восходит к евангельской притче о «работниках одиннадцатого часа».

Ибо Царство Небесное подобно хозяину дома, который вышел рано поутру нанять работников в виноградник свой и, договорившись с работниками по динарию на день, послал их в виноградник свой; выйдя около третьего часа, он увидел других, стоящих на торжище праздно, и им сказал: идите и вы в виноградник мой, и что следовать будет, дам вам. Они пошли. Опять выйдя около шестого и девятого часа, сделал то же. Наконец, выйдя около одиннадцатого часа, он нашёл других, стоящих праздно, и говорит им: что вы стоите здесь целый день праздно? Они говорят ему: никто нас не нанял. Он говорит им: идите и вы в виноградник мой, и что следовать будет, получите. Когда же наступил вечер, говорит господин виноградника управителю своему: позови работников и отдай им плату, начав с последних до первых. И пришедшие около одиннадцатого часа получили по динарию. Пришедшие же первыми думали, что они получат больше, но получили и они по динарию; и, получив, стали роптать на хозяина дома и говорили: эти последние работали один час, и ты сравнял их с нами, перенёсшими тягость дня и зной. Он же в ответ сказал одному из них: друг! я не обижаю тебя; не за динарий ли ты договорился со мною? возьми своё и пойди; я же хочу дать этому последнему то же, что и тебе; разве я не властен в своем делать, что хочу? или глаз твой завистлив оттого, что я добр? Так будут последние первыми, и первые последними, ибо много званых, а мало избранных. — Евангелие от Матфея (20:1—16)
Церковь считала необходимым донести весть о Христе всем народам, не знающим его, до времени Апокалипсиса. Миссионеры, действовавшие в период выхода булл, сравнивались с работниками, приглашенными хозяином для работы в винограднике (Богом для Церкви) позже всех («в одиннадцатом часу») и получившими вознаграждение сполна, наравне с другими. В документах папской курии миссионеры часто называются operarii undecimae horae — «работники одиннадцатого часа».